# Gagamaru Masaru
Gagamaru Masaru (臥牙丸勝), de son vrai nom Teimuraz Jugheli, est un lutteur sumo né à Tbilissi en Géorgie le 23 février 1987. Il mesure 1,85 m pour 198 kg. Il est le troisième Géorgien à avoir atteint la première division (Makuuchi) dans ce sport après Kokkai Futoshi et Tochinoshin Tsuyoshi.
Faisant ses débuts en novembre 2005, il atteint la deuxième division (jūryō) en novembre 2009 et la première en juillet 2010. Son plus haut rang atteint est komusubi. Il prend sa retraite en novembre 2020.

## Biographie
Né en 1987 à Tbilissi, il pratiquait le judo et le sambo pendant l'adolescence, et gagna des championnats junior nationaux dans ces deux sports à l'âge de 16 ans[réf. à confirmer]. Invité à intégrer l'équipe junior de sumo de Géorgie, il participa au championnat du monde junior de sumo à Osaka en 2005 (dans l'équipe se trouvait le futur Tochinoshin Tsuyoshi). Il finit troisième en individuel et second en équipe[réf. à confirmer]. Restant au Japon après le tournoi, il entra à l'école Kise et fit sa première apparition professionnelle en novembre 2005.
Son shikona (nom  de combattant) « Gagamaru » est dérivé du surnom « Gaga » que lui donnait le maître de l'école. Il gravit rapidement les niveaux et atteignit la troisième division (Makushita) en novembre 2006. Il prévoyait alors de retourner dans son pays d'origine pour rendre visite à sa famille quand son père fut tragiquement tué dans un accident de la route[réf. à confirmer]. Il fut déterminé à honorer sa mémoire (et faire comme les autres lutteurs géorgiens) en atteignant l'une des deux premières divisions. Cela fut fait en septembre 2009 quand il remporta le championnat de la troisième division avec un score parfait de 7 victoires pour 0 défaites. Il rendit hommage à son père lors d'une conférence de presse.

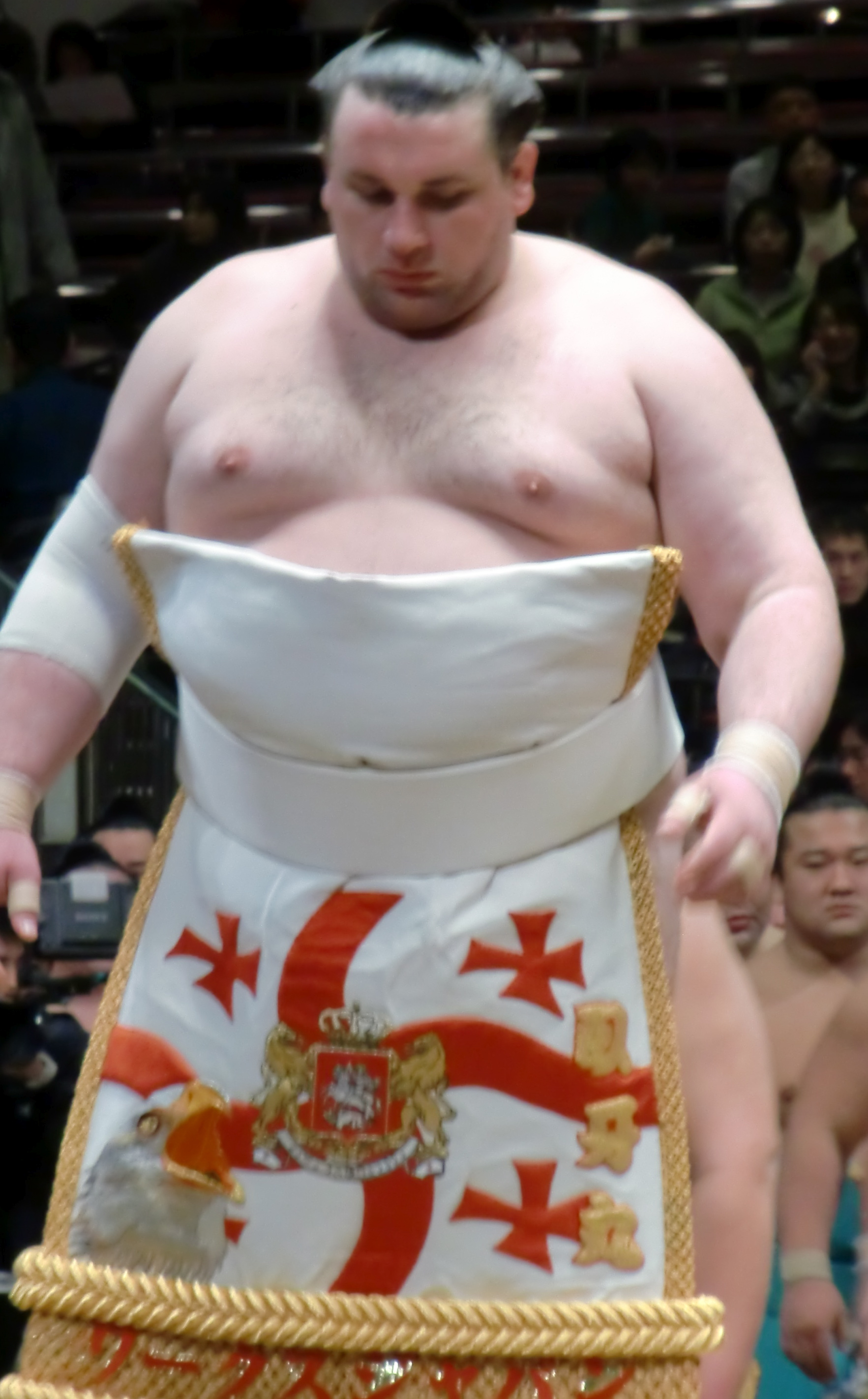
Gagamaru en janvier 2010.

Gagamaru eut un bilan de 8-7 lors du premier tournoi de la deuxième division (Jūryō) puis 12-3 lors du second. En mai, il eut un bilan de 10-5, ce qui lui assurait sa montée en première division (Makuuchi). Il fit ses débuts en juillet mais cette fois-ci dans l'écurie Kitanoumi car son ancienne école avait dû fermer car le maître Kise, de son ancien nom de lutteur Higonoumi Naoya (en), était impliqué dans une affaire qui fit scandale et qui concernait la vente illégale de tickets d'entrée à des membres yakuza supposés. Au niveau maegashira 12, il eut un faible score de 5-10, perdant ses quatre derniers combats, mais il se reprit au tournoi suivant en septembre 2010 avec un résultat de 10-5. Au tournoi de novembre à Kyushu, il eut le score de 1-5 après ses six premiers combats mais finit sur le résultat final de 9-6, ce qui lui valut une montée au rang de maegashira 6.
Le tournoi de janvier ne fut pas bon pour Gagamaru. Avec un score de 2-4 après six jours de combats, il sortit en ville boire un verre avec son compatriote Kokkai Futoshi, et ils furent tous les deux impliqué dans une bagarre dans un restaurant indien de l'arrondissement de Sumida de Tokyo, abîmant par le même occasion le commerce. Ils furent bannis du tournoi suivant pour cela.  Avec un faible bilan de 5-10, Gagamaru fut rétrogradé au rang de maegashira 14. Au tournoi d'examen physique de mai, il eut un bilan de 8-7 et monta au rang de maegashira 7.
En 2012, il rejoint l'écurie Kise à sa réouverture.
Il prend sa retraite en novembre 2020, à la suite d'une série de blessures, étant descendu au classement jusqu'au rang 46 en jonidan, la cinquième division.

## Style de combat
Gagamaru est un spécialiste oshi-sumo, et emploie principalement des techniques d'écrasement ou pousse ses adversaires hors du ring. Son coup gagnant le plus fréquent est oshi-dashi (pousser dehors). Il est le lutteur le plus lourd de la première division avec un poids approchant les 200 kg.